# Statele baltice
Statele Baltice (în estonă Balti riigid, Baltimaad; în letonă Baltijas valstis; în lituaniană Baltijos valstybės), cunoscute și ca Țările Baltice, Republicile Baltice sau Națiunile Baltice, este un termen geopolitic folosit pentru o regiune din nord-estul Europei situată pe coasta de est a Mării Baltice, care corespunde, în prezent, celor 3 țări baltice: Lituania, Letonia și Estonia, și a fostei Prusii Orientale (inclusiv regiunea Kaliningrad din Rusia). Adesea, termenul de "State Baltice" include numai cele 3 republici baltice, fără regiunea Kaliningrad
Aceste țări și-au recâștigat independența de la Uniunea Sovietică în 1991. Dintre acestea, Estonia se distinge printr-o cultură de sorginte nordică, apropiată de cea finlandeză sau suedeză.
Finlanda este câteodată considerată ca stat baltic, cum a fost cazul în timpul celui de al Doilea Război Mondial, când a fost inclusă în Pactul Molotov-Ribbentrop. 
Cele trei state baltice au devenit membre ale Uniunii Europene și NATO în 2004. Economiile lor cresc foarte repede, cu creștere anuală în jur de 5-7%, mult peste media Europei.

## Regiunea
| Steag    | Țara                                  | Capitala    | Orașe principale                  | Populație (2011) | Suprafață terestră | Densitate     |
| -------- | ------------------------------------- | ----------- | --------------------------------- | ---------------- | ------------------ | ------------- |
| Estonia  | Estonia                               | Tallinn     | Tallinn, Tartu, Narva             | 1.320.976        | 45.227 km²         | 29,6 loc./km² |
| Letonia  | Letonia                               | Riga        | Riga, Daugavpils, Liepāja         | 2.229.641        | 64.589 km²         | 34,5 loc./km² |
| Lituania | Lituania                              | Vilnius     | Vilnius, Kaunas, Klaipėda         | 3.201.344        | 65.200 km²         | 49,1 loc./km² |
| Rusia    | Regiunea Kaliningrad (Federația Rusă) | Kaliningrad | Kaliningrad, Sovetsk, Cerneahovsk | 941.474          | 15.125 km²         | 62 loc./km²   |
| Total:   |                                       |             |                                   | 7.693.435        | 190.141 km²        | 40,5 loc./km² |